# Louis Georges Érasme de Contades
Louis Georges Érasme De Contades, marqués de Contades, Señor de Verne Montgeoffroy y La Roche-Thibaut (Gizeux,       octubre de 1704- Livry, 19 de enero de 1795). Fue un Mariscal de Francia,  Gobernador de Lorena y uno de los militares franceses más destacados durante la Guerra de los Siete Años

## Biografía
Louis Georges Érasme De Contades nació en octubre de 1704 en Gizeux. Era hijo de Gaspard De Contades y de Jeanne Marie Crespin de La Chabosselaye.
Ingresó en el ejército en febrero de 1720. En 1724 fue ascendido a Teniente de un regimiento de guardias franceses. En 1729 adquiere el rango de Capitán.
El 10 de marzo de 1734 asciende a coronel de un regimiento de Flandes. El 18 de octubre del mismo año es ascendido a Brigadier.
Durante la Guerra de Sucesión Polaca participa en las batallas de Parma y Guastalla en 1734.
En 1737 es destinado a Córcega permaneciendo allí hasta 1739 habiendo terminado ya la Guerra de Sucesión Polaca.

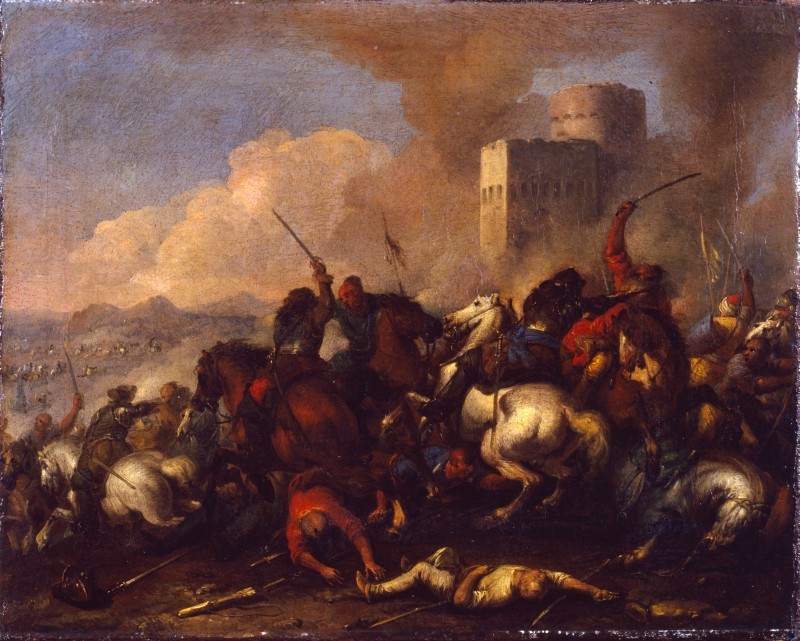
Batalla de Parma (1734). Obra de Francesco Simonini

El 1 de enero de 1740, Louis Georges Érasme De Contades,  es ascendido a Mariscal de Campo. El 1 de mayo del mismo año es promovido a Teniente General.

### Guerra de Sucesión Austriaca
En 1740 comienza la Guerra de Sucesión Austriaca en la que Francia se alía con Prusia y España contra Gran Bretaña, Provincias Unidas, Hannover y Sacro Imperio Romano Germánico y Sajonia.
En 1741 sirvió bajo las órdenes de Jean-Baptiste Desmarets, Mariscal de Maillebois en el ejército de Westfalia.
En 1743 marcha al ejército del Rin donde sirve bajo las órdenes de Adrien Maurice de Noailles luchando en la Batalla de Dettingen.
Poco después enfermó pasando el invierno en Francia tras lo que sirvió en 1744 en el ejército de Flandes participando en la toma de ciudades como Ypres y Furnes.
Tras estos asedios vuelve al ejército del Rin donde participa en el asedio de Worms.
El 31 de enero de 1745, Louis Georges Érasme
De Contades, es nombrado inspector general de la infantería volviendo a pasar poco después al ejército de Flandes.
Participó bajo las órdenes de Mauricio de Sajonia en el asedio de Tournai, siendo nombrado Teniente General y quedándose al mando de las tropas sitiadoras cuando Mauricio tuvo que acudir contra las tropas de Gran Bretaña, Provincias Unidas, Hannover y Sacro Imperio Romano Germánico en la batalla de Fontenoy.
El 23 de mayo cayó Tournai tras lo que Louis Georges Érasme De Contades participó en el sitio de Ostende (que se rindió el 23 de agosto), de Nieuwpoort (que cayó el 1 de septiembre) y de Brujas.
En la batalla de Rocoux ejerció como jefe de la reserva.

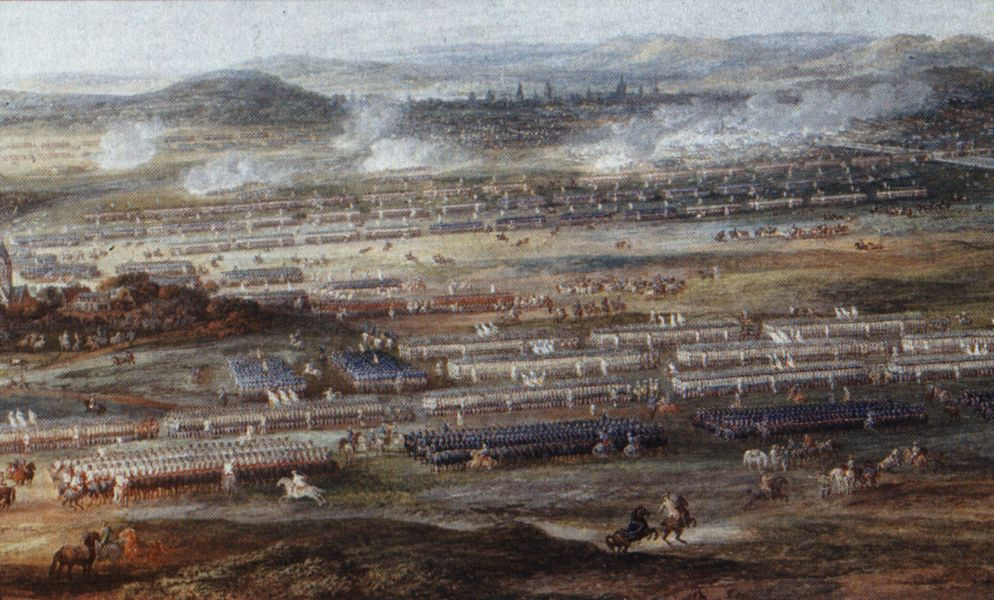
Batalla de Rocoux

Tras la batalla fue empleado para mantenerse a la defensiva ante los movimientos del ejército anglo-imperial.
Secunda al Ulrich Friedrich Waldemar von Löwendahl en la toma de Bergen op Zoom (16 de septiembre de 1746) y a Mauricio de Sajonia en el asedio de Maastricht.
Permanece en Flandes hasta que se firma el Tratado de Aquisgrán (1748).

### Guerra de los Siete Años
En 1757 comienza la Guerra de los Siete Años en la que Francia se alía con el Sacro Imperio Romano Germánico, Rusia, Suecia y Sajonia contra Prusia, Gran Bretaña, Hanover, Hesse-Cassel y Brunswick-Lüneburg.

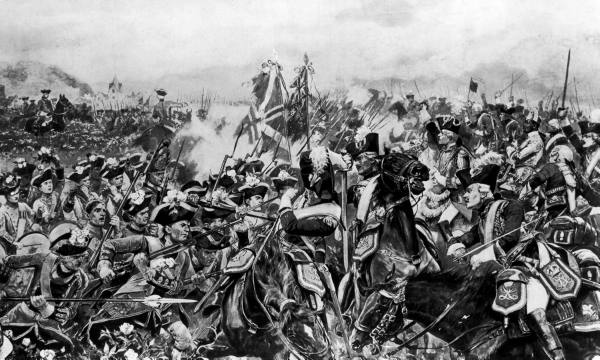
Batalla de Minden. Obra de Richard Caton Woodville

Louis Georges Érasme De Contades es destinado a Alemania donde ocupó Hesse, se unió al ejército principal tras cruzar el río Weser y luchó el de julio de 1757 en la batalla de Hastenbeck, bajo el mando de Louis Charles César le Tellier, dirigiendo la primera línea de infantería.
En 1758 luchó en la batalla de Krefeld bajo el mando de Luis de Borbón-Condé, conde de Clermont terminando la batalla con la derrota francesa.
Tras esta batalla Clermont es sustituido por De Contades como Comandante en jefe del ejército francés del Rin.
El 24 de agosto de 1758 es nombrado Mariscal de Francia.
El 1 de enero de 1759 es nombrado caballero de la Orden del Espíritu Santo.
En 1759 se apodera de Hesse, Paderborn, Munden, Minden, Osnabrück, Münster y de la mayor parte del electorado de Hannover.
El 1 de agosto decide enfrentarse a Fernando de Brunswick en la batalla de Minden siendo derrotado estrepitosamente. En esta batalla compartía el mando con Victor-François de Broglie y al ser derrotados se acusaron mutuamente de cobardía y perfidia. De Broglie tenía como apoyo su victoria ante Fernando de Brunswick en la batalla de Bergen para apoyarlo por lo reemplazó a De Contades al frente del ejército francés.
Louis Georges Érasme De Contades fue poco después nombrado comandante en jefe de la provincia de Alsacia (1762) puesto que ocupó hasta 1788 en que se convirtió en Gobernador de Lorena.
Murió el 19 de enero de 1795 en Livry.

## Matrimonio y descendencia
En octubre de 1724 se casó con  Marie-Françoise Magón (1722-1739), hija de François-Auguste Magon de La Lande. De este matrimonio nacieron:
1. Jean-Baptiste Georges Auguste François Gaspard (1726-1794). Séptimo Marqués de Contades, que se casó con  Julie-Victoire Constantin Marans.
2. Adrien Maurice Georges.
3. Françoise Gertrude Georges. Casada con el conde de Plouër y madrina de  François-René de Chateaubriand.

Louis Georges Érasme De Contades tuvo un romance hacía 1737 con Marie-Hélène Moreau de Séchelles de quien nació:
1. Jean-Baptiste Martin Hérault de. Padre de Marie-Jean Hérault de Séchelles.